# Opabinia
Opabinia regalis
Genre
Espèce
Opabinia est un genre éteint d'animaux bilatériens dont la position taxonomique n'est pas encore assurée. La seule espèce rattachée à ce genre est Opabinia regalis (« Opabin » étant le nom d'un Lagerstätte où elle a été découverte, et « regalis » signifiant « royale » en latin). On en a trouvé des fossiles dans deux sites distincts : les dépôts du Cambrien moyen des schistes de Burgess en Colombie-Britannique et dans ceux du Cambrien inférieur et moyen des schistes de Maotianshan en Chine. L'animal a donc vécu il y a environ 505 Ma (millions d'années).

## Présentation
D'une taille comprise entre 43 et 70 mm, l'animal avait le corps souple, segmenté en métamères. La tête portait cinq yeux dont deux paires, pédonculés, tous fonctionnels en apparence, de même qu'un long et flexible proboscis (sorte de trompe), unique au cambrien et capable, selon toute vraisemblance, de se plier jusqu'à la bouche, ce qui amène à croire que Opabinia trouvait sa nourriture en fouillant les sédiments avec cette trompe. À l'extrémité de la trompe se trouvaient des épines préhensiles, supposées servir à attraper ses proies.

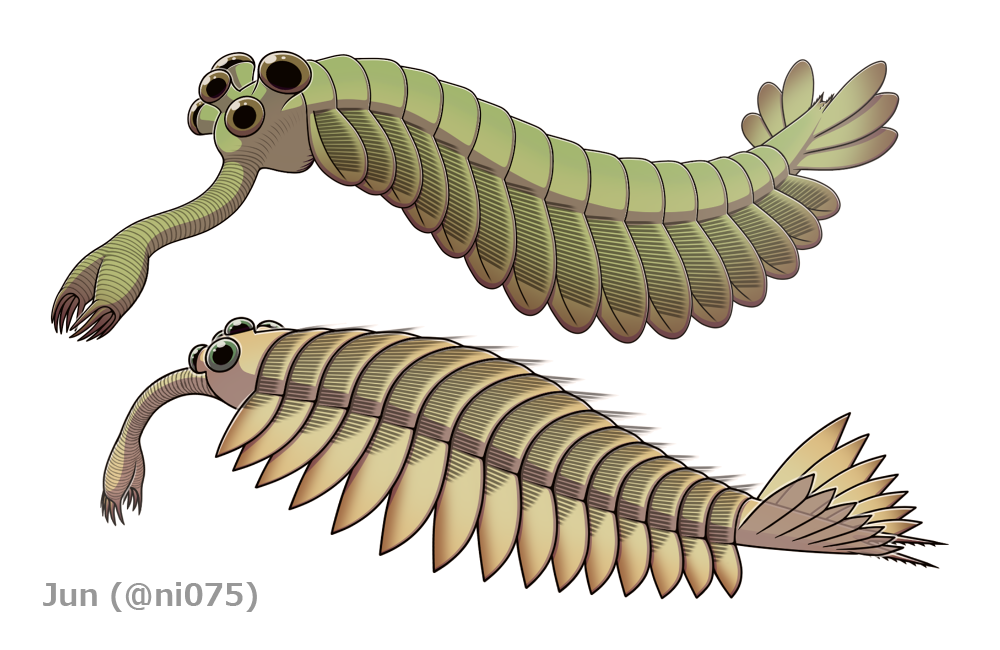
Restitution paléoartistique d'Opabinia regalis (en haut ; en bas Utaurora comosa) par ジュン.

Animation du musée Field de Chicago, États-Unis, mettant en scène la faune de Burgess dont Opabinia regalis.

L'appareil digestif est constitué d'un tube digestif simple courant le long du corps. Sa tête ne semble pas constituée de segments soudés ensemble et ses yeux ne paraissent pas composés, ce qui l'exclut des arthropodes, mais pas des Lobopodes. Le corps d'Opabinia était couvert de ce qui semble être une carapace souple, sans joints entre les métamères, séparés les uns des autres par des sortes d'« ouïes » latérales et présentant chacun une paire de lobes latéraux en forme de « palettes natatoires ». Les trois palettes postérieures formaient la queue.
On ne lui connaît qu'une espèce proche : Utaurora comosa, les deux étant des lobopodes probables comme Anomalocaris. Les analogies anatomiques avec Tullimonstrum gregarium du Carbonifère, une espèce postérieure de plus de deux cent millions d'années également pourvue d'un proboscis denté et de nageoires à l'arrière, ne sont probablement qu'un cas d'évolution convergente car l'étude de l'œil de Tullimonstrum révèle des affinités avec les vertébrés.
On pense qu'Opabinia vivait sur les sédiments du fond marin, quoiqu'il ait fort bien pu poursuivre ses proies à la nage grâce à ses lobes latéraux. Sur les fonds, il a pu plonger sa trompe dans les tunnels creusés dans le sable afin d'aller attraper les vers ou les bivalves qui les ont creusés. Il a également pu brasser le sable en quête de nourriture. Dans ce cas, Opabinia aurait pu capturer ses proies en repliant sa trompe sur ces dernières pour les amener à sa bouche, située sous sa tête.
Quoique ne constituant qu'une espèce relativement mineure des faunes cambriennes, Opabinia a une importance historique en paléontologie, pour avoir été le premier fossile des schistes de Burgess à avoir été complètement étudié et décrit lors de la redéfinition de la faune burgessienne dans les années 1970. Harry Whittington a démontré de manière convaincante en 1975 que l'animal, au départ classifié parmi les arthropodes, non seulement n'en était pas un, mais qu'il n'appartenait vraisemblablement en fait à aucun embranchement actuellement connu. Avec deux arthropodes aux formes inattendues et uniques, Marrella et Yohoia, qui ont toutes deux été décrites antérieurement, Opabinia démontre clairement que la faune des schistes de Burgess était beaucoup plus diversifiée et complexe que ce qui avait été imaginé auparavant, et que celles qui ont survécu par la suite : elle témoigne de la diversification cambrienne majeure qui a produit une grande variété non seulement de familles, d'ordres et de classes, mais aussi de phyla, avec de nombreux plans d'organisation anatomique qui, n'ayant pas survécu par la suite, sont restés à ce jour inédits : Opabinia en fait partie.